# Adam Augustyn
Adam Augustyn (* 1. Januar 1936 in Krakau; † 28. Februar 2016 ebenda) war ein polnischer Romanschriftsteller.

## Leben
Augustyn lebte während des Zweiten Weltkriegs in Krakau, wo er 1949 die Grundschule und 1954 das Gymnasium absolvierte. In dieser Zeit war er Mitglied des Verbands der Polnischen Jugend (Związek Młodzieży Polskiej). Von 1953 bis 1956 arbeitete er als Verwaltungsangestellter und nahm anschließend ein Studium der Polonistik an der Fachschule für Lehrerbildung (Studium Nauczycielskie) in Krakau und später an der Pädagogischen Hochschule in Krakau auf. Bereits 1955 wurde er Mitglied des Jugendkreises der Krakauer Abteilung des Verbandes der Polnischen Literaten. Als Lyriker debütierte er 1956 mit dem Gedicht Czemu w jesieni, das im Życie Literackie veröffentlicht wurde, und 1959 als Prosaschriftsteller mit der Erzählung Trzy czerwone krzyże, die ebenfalls im Życie Literackie publiziert wurde. In den folgenden Jahren arbeitete er in unterschiedlichen Bereichen, so als Erzieher, als ungelernter Arbeiter in Autowerkstätten, Ökonom und als Assistent im Nationalmuseum in Krakau. Feuilletons und Reportagen publizierte er von 1968 bis 1984 in der Krakauer Zeitschrift Wieści. Von 1967 bis 1983 war er Mitglied des Verbandes der Polnischen Literaten.

## Romane
- Orzeł i orzełek, 1964
- Mój przyjaciel Staszek, 1967
- Poganin, 1967
- Wdzięczność; Miłosierdzie, 1970
- Przyjaciele Konstantego, 1973; 2. Auflage: 1979
- Wywyższenie i upadek Joachima Heltza, 1981
- Epilog, 1997